# Cheongpung-myeon, Jecheon
Cheongpung-myeon (koreanska: 청풍면) är en socken i den centrala delen av Sydkorea, 120 km sydost om huvudstaden Seoul. Den ligger i mellersta delen av kommunen Jecheon i provinsen Norra Chungcheong.